# Катастрофа Ил-14 под Сурами
Катастрофа Ил-14 под Сурами — авиационная катастрофа, произошедшая в субботу 28 ноября 1964 года на Сурамском хребте в районе Сурами с самолётом Ил-14 (по другим данным — Ил-14М) авиакомпании Аэрофлот, при этом погибли 7 человек.

## Самолёт
Ил-14 с заводским номером 146000708 и серийным 07-08 был выпущен заводом «Знамя Труда» (Москва) 10 июня 1956 года, после чего был продан Главному управлению гражданского воздушного флота. Авиалайнер получил бортовой номер СССР-Л1883 и был направлен в 112-й (Тбилисский) авиаотряд Грузинского территориального управления гражданского воздушного флота. В 1959 году, в связи с перерегистрацией, бортовой номер сменился на CCCP-41883. Всего на момент катастрофы самолёт имел наработку 14 861 лётный час.

## Экипаж
- Командир воздушного судна — Блинов Владимир Дмитриевич
- Второй пилот — Ермаков Юрий Александрович
- Штурман — Баласанов Владимир Григорьевич
- Бортрадист — Тонконогов Владимир Михайлович

## Катастрофа
Самолёт выполнял пассажирский рейс Г-51 из Тбилиси в Краснодар с первой промежуточной посадкой в Кутаиси. Согласно выданному прогнозу погоды, на маршруте ожидались болтанка, слоисто-кучевая и кучево-дождевая облачность 0-3 балла, в районе Сурамского хребта до 6—9 баллов, высотой 600—1000 метров, а Сурамский перевал должен был быть закрыт с запада. В 06:55 с 4 членами экипажа и 11 пассажирами на борту Ил-14 вылетел из Тбилисского аэропорта и после набора высоты занял расчётный эшелон 2700 метров. В 07:10 с борта было доложено о пролёте ОПРС Мухрани, а в 07:21 — о пролёте ОПРС Али, при этом полёт выполняется в облаках. Диспетчер в Тбилиси не проконтролировал этот момент счислением пути, а вместо этого дал указание переходить на связь с диспетчером в Кутаиси. Перейдя на связь с Кутаиси, экипаж получил указание снижаться до высоты 2100 метров. Затем было дано разрешение снижаться до 1500 метров, а вскоре и до 1200 метров. Далее было дано разрешение на выполнение схемы захода на посадку по курсу 270°. При последнем радиообмене экипаж получил указание выполнить четвёртый разворот, после чего на связь уже не выходил и на вызовы не отвечал.
Экипаж ошибся, ещё когда докладывал диспетчеру в Тбилиси о прохождении Али. Фактически на маршруте стояла сплошная низкая облачность, перевал был закрыт облаками и дул сильный встречный ветер, из-за чего самолёт на момент перехода на связь с Кутаиси ещё находился в 37 километрах от Али, то есть в зоне ответственности Тбилисского центра. Находящийся в составе экипажа штурман при этом так и не уточнял точное местонахождение самолёта. Кутаисский диспетчер не увидел борт 41883 у себя на радиолокаторе, но тем не менее разрешил снижаться. При связи наблюдались помехи, что происходит, если самолёт слишком далеко от аэропорта. Однако авиадиспетчеров это не насторожило, поэтому экипажу было дано разрешение снижаться до 1500 метров, а затем до 1200 метров. Когда радиометрист передал о наблюдении отметки на расстоянии 48 километров, то на самом деле это был другой Ил-14 — борт 03536, однако диспетчер решил, что это и есть борт 41883. В 07:36 с борта 03536 сообщили о прохождении ДПРМ, однако диспетчер решил, что это сообщение также было с борта 41883, а потому дал разрешение снижаться и переходить на связь с диспетчером посадки. Ил-14 в этот момент пролетал на высоте 1400 метров над Сурамским хребтом, когда экипаж, не уточняя своё местонахождение, начал выполнять схему захода. Лишь когда руководитель полётов принял случайную засветку на экране радиолокатора за рейс 51 и передал экипажу, что они подходят к третьему развороту, на борту 41883 начали сомневаться, что это действительно так. Тогда экипаж несколько раз запросил своё местонахождение, однако диспетчер с руководителем полёта этого не сделали, вместо этого указав экипажу не спорить, а выполнять четвёртый разворот. Четвёртый разворот выполнялся на высоте 1000 метров при сильных болтанке и снегопаде, а видимость составляла около 50 метров. Через 2—3 минуты с момента начала выполнения разворота Ил-14 зацепил верхушки деревьев на восточном склоне хребта, после чего потерял скорость и врезался в склон в 10 километрах от Али. От удара фюзеляж разорвало на две части, при этом кабина экипажа была уничтожена. Пожара при этом не было.
Место падения было обнаружено на следующий день. В живых остались бортрадист Тонконогов и 7 пассажиров, которые при этом были тяжело ранены и обморожены. Все остальные 3 члена экипажа и 4 пассажира, то есть всего 7 человек, погибли.

## Причины
Причинами катастрофы, по мнению комиссии, послужило сочетание следующих факторов:
1. Полная безответственность кутаисских авиадиспетчеров в своей работе, так как, не зная точное местонахождение самолёта в горной местности, они тем не менее разрешили ему снижаться.
2. Безответственность экипажа, который не контролировал свой полёт, ошибся при расчёте пролёта Али, а затем бездумно выполнял команды с земли.

Способствовали катастрофе следующие факторы:
1. Диспетчер в Тбилиси передал авиалайнер диспетчеру Кутаиси, при этом не проверив, где же на самом деле этот самолёт находится.
2. Выданный прогноз погоды совсем не подтвердился, особенно по скорости встречного ветра.